# D언덕의 살인사건
D언덕의 살인사건(D坂の殺人事件: The D-Slope Murder Case, Murder on D Street)은 일본에서 제작된 짓소지 아키오 감독의 1998년 미스터리 영화이다. 사나다 히로유키 등이 주연으로 출연하였고 이치세 타카시게 등이 제작에 참여하였다.

## 출연

### 주연
- 사나다 히로유키
- 호리우치 마사미

### 조연
- 키시베 이토쿠
- 시마다 큐사쿠
- 테라다 미노리
- 토노 에이신
- 요시유키 유미